# Komsomolskoje (Buriacja)
Komsomolskoje (ros. Комсомольское) – wieś w Rosji, w Buriacji, w rejonie jerawnińskim. W 2010 liczyła 734 mieszkańców.